# Mooncraft Shiden
Mooncraft Shiden (также известен как 紫電, SHI-DEN или MC/RT-16) — прототип японской серии Super GT в зачётной категории GT300.

## Использование
Автомобиль является совместной разработкой японской дизайнерской компании Mooncraft и американского автогоночного производителя Riley Technologies.
Ныне автомобиль снят с производства. Шасси использовалось командой Car Tokai Dream 28 и было оснащено двигателем Honda. В 2011 году шасси было выставлено командой Eva Racing в цветах Евангелиона.

## История

### Shiden 77 (1977)
Оригинальное шасси Shiden, известное как Moon Craft 紫電 Shiden 77 Coupé (или просто «紫電77») дебютировало в 1977 году на 500-километровой гонке Fuji Grand Champion Series.

### Shiden MC/RT-16 (2006)
В 2006 году Mooncraft вернулась к первоначальному проекту Shiden. Машина с изменённым дизайном была заявлена в чемпионат Super GT от команды Privée.

## Шасси
Новый Shiden использовал модифицированное шасси Riley DP для 24 часов Дайтоны, получив индекс «RT-16».

## Технические характеристики
Данные опубликованы в день официальной презентации шасси — 12 декабря 2005..
| Корпус                          | Композитные материалы, карбон / стекловолокно.                                                 |
| Длина шасси                     | 4640 мм                                                                                        |
| Высота шасси                    | 1210 мм                                                                                        |
| Ширина шасси                    | 1985 мм                                                                                        |
| Дорожный просвет                | 90 — 120 мм (регулируемый)                                                                     |
| Максимальная мощность двигателя | 460 л.с. / 7800 об/мин                                                                         |
| Электронный блок управления     | MOTEC M-880                                                                                    |
| Тормоза                         | передние/6 Pod Monoblock, задние/4 Pod Monoblock                                               |
| Безопасность                    | 6-точечный ремень безопасности/Проводка, огнетушитель, задняя и боковая композитная структура. |